# Cassa nazionale di previdenza e assistenza dei dottori commercialisti
La Cassa Dottori Commercialisti (CDC) è l'Ente di diritto privato che assicura, senza scopo di lucro e in autonomia gestionale, organizzativa e contabile, le funzioni di previdenza e assistenza a favore dei Dottori Commercialisti, iscritti agli albi professionali, e dei loro familiari. In virtù delle disposizioni vigenti sono obbligatoriamente iscritti alla CNPADC, e quindi Associati, i Dottori Commercialisti iscritti agli albi professionali che esercitano la libera professione con carattere di continuità, anche se in pensione.
La CNPADC nasce nel 1963, come costola della pubblica amministrazione, ma – sulla base del portato normativo del D.Lgs. 509/1994 – giunge alla privatizzazione nel 1995, sotto la vigilanza del sistema pubblico, in primis del Ministero del lavoro e della previdenza sociale e del Ministero del tesoro, ma senza più aiuti finanziari da parte del medesimo.
Cambia così l'ottica gestionale dell'Ente, necessariamente traguardata ad equilibri di lungo periodo sul piano previdenziale, finanziario ed economico.
Il costante monitoraggio del sistema porta alla coscienza della necessità di riformare un impianto ancora basato sul sistema di calcolo delle pensioni di matrice reddituale, eredità della nascita pubblica; si giunge così, nel 2003, alla riforma che, per il maturato dal 1º gennaio 2004, introduce il sistema di calcolo delle pensioni di matrice contributiva (ovvero con correlazione tra i contributi versati e la prestazione pensionistica).

### Leggi
- Costituzione della Repubblica Italiana
- Decreto legislativo 30 giugno 1994, n. 509, in materia di "Attuazione della delega conferita dall'art. 1, comma 32, della legge 24 dicembre 1993, n. 537, in materia di trasformazione in persone giuridiche private di enti gestori di forme obbligatorie di previdenza e assistenza."
- Decreto-legge 2 dicembre 2011, n. 201, articolo 24, in materia di "Disposizioni urgenti per la crescita, l'equita' e il consolidamento dei conti pubblici."

### Circolari
- Circolare Ministero del Lavoro e delle Politiche sociali - 16 giugno 2012 (PDF) (archiviato dall'url originale il 4 maggio 2014).

### Statuto
- Statuto CNPADC, su cnpadc.it. URL consultato il 12 aprile 2013 (archiviato dall'url originale il 4 marzo 2016).

### Regolamenti
- Regolamento CNPADC, su cnpadc.it. URL consultato il 16 gennaio 2019.

### Bilanci
- Bilanci CNPADC, su cnpadc.it. URL consultato il 16 gennaio 2019.